# AFL - Division II 2016
La AFL Division II 2016 è stata la 13ª edizione del campionato di football americano di terzo livello, organizzato dalla AFBÖ.

## Squadre partecipanti
| Club                | Città         | Stadio | Sponsor ufficiale | Risultato nella stagione 2015 |
| ------------------- | ------------- | ------ | ----------------- | ----------------------------- |
| Fürstenfeld Raptors | Fürstenfeld   |        |                   |                               |
| Haller Löwen        | Hall in Tirol |        |                   |                               |
| Maribor Generals    | Maribor       |        |                   |                               |
| Schwaz Hammers      | Schwaz        |        |                   |                               |
| Styrian Bears       | Graz          |        |                   |                               |
| Telfs Patriots      | Telfs         |        |                   |                               |
| Vienna Warlords     | Vienna        |        |                   |                               |

## Stagione regolare

### Calendario

#### 1ª giornata
| 2 aprile 2016 | Haller Löwen | 6 – 49 (6-21 0-8 0-13 0-7) | Maribor Generals |  |

| 2 aprile 2016 | Styrian Bears | 45 – 0 (7-0 24-0 7-0 7-0) | Fürstenfeld Raptors |  |

| 3 aprile 2016 | Schwaz Hammers | 35 – 36 (7-0 7-14 21-14 0-8) | Telfs Patriots |  |

#### 2ª giornata
| 9 aprile 2016 | Vienna Warlords | 13 – 25 (0-13 7-6 6-6 0-0) | Schwaz Hammers |  |

| 9 aprile 2016 | Telfs Patriots | 0 – 16 (0-0 0-7 0-2 0-7) | Styrian Bears |  |

| 9 aprile 2016 | Fürstenfeld Raptors | 34 – 18 (0-0 6-10 22-0 6-8) | Haller Löwen |  |

#### 3ª giornata
| 17 aprile 2016 | Maribor Generals | 20 – 12 (0-0 20-0 0-0 0-12) | Vienna Warlords |  |

#### 4ª giornata
| 23 aprile 2016 | Styrian Bears | 35 – 0 (a tavolino) | Haller Löwen |  |

#### 5ª giornata
| 30 aprile 2016 | Schwaz Hammers | 22 – 21 (d.t.s.) (0-6 8-0 0-0 6-8 8-7) | Fürstenfeld Raptors |  |

| 30 aprile 2016 | Maribor Generals | 44 – 20 (6-7 14-7 24-6 0-0) | Telfs Patriots |  |

| 1º maggio 2016 | Vienna Warlords | 0 – 52 (0-21 0-24 0-0 0-7) | Styrian Bears |  |

#### 6ª giornata
| 7 maggio 2016 | Haller Löwen | 14 – 36 (0-20 0-0 6-8 8-8) | Vienna Warlords |  |

| 7 maggio 2016 | Telfs Patriots | 0 – 26 (0-14 0-0 0-0 0-12) | Schwaz Hammers |  |

| 8 maggio 2016 | Fürstenfeld Raptors | 19 – 42 (6-6 0-22 7-7 6-7) | Maribor Generals |  |

#### 7ª giornata
| 22 maggio 2016 | Fürstenfeld Raptors | 0 – 20 (0-7 0-0 0-6 0-7) | Vienna Warlords |  |

| 22 maggio 2016 | Maribor Generals | 19 – 17 (7-0 0-7 6-3 6-7) | Styrian Bears |  |

#### 8ª giornata
| 28 maggio 2016 | Haller Löwen | 0 – 42 (0-7 0-20 0-14 0-1) | Telfs Patriots |  |

| 28 maggio 2016 | Styrian Bears | 51 – 14 (7-0 28-14 2-0 14-0) | Schwaz Hammers |  |

| 29 maggio 2016 | Vienna Warlords | 14 – 35 (0-0 8-8 6-20 0-7) | Maribor Generals |  |

#### 9ª giornata
| 11 giugno 2016 | Styrian Bears | 45 – 14 (14-8 3-0 14-0 14-6) | Vienna Warlords |  |

| 11 giugno 2016 | Telfs Patriots | 23 – 10 (0-0 9-7 0-0 14-3) | Fürstenfeld Raptors |  |

| 12 giugno 2016 | Schwaz Hammers | 47 – 7 (14-0 13-7 6-0 14-0) | Haller Löwen |  |

#### 10ª giornata
| 25 giugno 2016 | Vienna Warlords | 14 – 21 (0-7 8-6 6-0 0-8) | Telfs Patriots |  |

| 26 giugno 2016 | Haller Löwen | 0 – 35 (a tavolino) | Schwaz Hammers |  |

| 26 giugno 2016 | Maribor Generals | 51 – 2 | Fürstenfeld Raptors |  |

#### 11ª giornata
| 2 luglio 2016 | Schwaz Hammers | 33 – 36 (7-7 6-7 7-15 13-7) | Maribor Generals |  |

| 2 luglio 2016 | Telfs Patriots | 37 – 0 (7-0 24-0 6-0 0-0) | Haller Löwen |  |

| 3 luglio 2016 | Fürstenfeld Raptors | 14 – 20 | Styrian Bears |  |

### Classifica
La classifica della regular season è la seguente:
- PCT = percentuale di vittorie, G = partite giocate, V = partite vinte,  P = partite perse, PF = punti fatti, PS = punti subiti

| Pos. | Squadra             | PCT   | G | V | N | P | PF  | PS  |
| ---- | ------------------- | ----- | - | - | - | - | --- | --- |
| 1    | Maribor Generals    | 1.000 | 8 | 8 | 0 | 0 | 296 | 123 |
| 2    | Styrian Bears       | .875  | 8 | 7 | 0 | 1 | 281 | 61  |
| 3    | Schwaz Hammers      | .625  | 8 | 5 | 0 | 3 | 237 | 164 |
| 4    | Telfs Patriots      | .625  | 8 | 5 | 0 | 3 | 179 | 145 |
| 5    | Vienna Warlords     | .250  | 8 | 2 | 0 | 6 | 123 | 212 |
| 6    | Fürstenfeld Raptors | .125  | 8 | 1 | 0 | 7 | 100 | 241 |
| 7    | Haller Löwen        | .000  | 8 | 0 | 0 | 8 | 43  | 315 |

## Playoff

### Tabellone
|  | Semifinali | Semifinali       | Semifinali |               |    | IX Iron Bowl     | IX Iron Bowl | IX Iron Bowl |  |
|  |            |                  |            |               |    |                  |              |              |  |
|  | 1          | Maribor Generals | 25         |               |    |                  |              |              |  |
|  | 1          | Maribor Generals | 25         |               |    |                  |              |              |  |
|  | 4          | Telfs Patriots   | 14         |               |    |                  |              |              |  |
|  | 4          | Telfs Patriots   | 14         |               | 1  | Maribor Generals | 20           |              |  |
|  |            |                  |            |               | 1  | Maribor Generals | 20           |              |  |
|  |            |                  | 2          | Styrian Bears | 21 |                  |              |              |  |
|  | 2          | Styrian Bears    | 2          | Styrian Bears | 21 | 51               |              |              |  |
|  | 2          | Styrian Bears    |            |               |    |                  |              |              |  |
|  | 3          | Schwaz Hammers   | 0          |               |    |                  |              |              |  |

### Semifinali
| 16 luglio 2016 | Maribor Generals | 25 – 14 (0-0 0-7 6-7 19-0) | Telfs Patriots |  |

| 16 luglio 2016 | Styrian Bears | 51 – 0 (21-0 17-0 6-0 7-0) | Schwaz Hammers |  |

### IX Iron Bowl
| 30 luglio 2016 | Maribor Generals | 20 – 21 (6-3 0-6 8-0 6-12) | Styrian Bears |  |

## Verdetti
- Styrian Bears  Styrian Bears Vincitori dell'AFL Division II 2016